# 吕西尼昂的居伊
吕西尼昂的居伊（Guy de Lusignan，約1150年—1194年），法国骑士，因娶耶路撒冷公主西比拉而成为耶路撒冷國王（1186年—1192年）與塞浦路斯領主（1192年—1194年），1187年领导王国對抗萨拉丁，在哈丁战役中被俘。

## 早年
居伊是法國西部省分普瓦圖的呂濟尼昂領主的于格八世之子，當時普瓦圖是阿基坦公國的一部分，由英格蘭王后亞奎丹的艾莉諾、她的兒子獅心王理查和她的丈夫英格蘭國王亨利二世所統治。1168年，居伊和他的兄弟們企圖俘虜阿基坦的艾莉諾，伏擊並殺死普瓦圖總督薩爾斯伯利伯爵帕特里克，當時帕特里克正在從聖地亞哥-德孔波斯特拉朝聖回來。當時在舅舅薩爾斯伯利伯爵中服役的遊俠騎士吉约姆·马歇尔为救艾莉諾而受伤被俘，后被艾莉諾赎出。居伊被領主理查，當時的（代理）阿基坦公爵驅逐出普瓦圖。
呂濟尼昂家族許多成員參加過十字軍東征。居伊於1173年至1180年間抵達聖地（他的兄長呂西尼昂的艾默里在那裡已經很顯赫），可能是與法蘭西的十字軍於1179年到達。1174年，艾默里與伊貝林的鮑德溫的女兒結婚，並進入宮廷圈子。艾默里還獲得國王鮑德溫四世和他的母親考特尼的阿格尼絲的讚助，阿格尼絲擁有雅法和阿斯卡隆伯國，並與西頓的雷金納德結婚。艾默里被任命為阿格尼絲的統帥，後來又被任命為王國統帥。後來，有敵意的謠言稱他是阿格尼絲的情人，但這值得懷疑。艾默里的晉升很可能是為了讓他脫離伊貝林家族的政治軌道，伊貝林家族與前任耶路撒冷國王艾默里一世的表弟、前任攝政王的黎波里伯爵雷蒙三世有聯繫。艾默里的成功很可能促進居伊到來時的社會和政治前途。

## 成為攝政和繼承人
的黎波里伯爵雷蒙三世和他的盟友安條克公爵博希蒙德三世正準備入侵王國，迫使國王將他的姐姐西比拉嫁給艾默里一世的岳父伊貝林的鮑德溫。為了阻止這場政變，居伊於1180年4月的復活節倉促與西比拉結婚。居伊通過婚姻還於1180年4月成為雅法和阿斯卡隆伯爵以及耶路撒冷王國的執行官。他和西比拉有兩個女兒，阿利克斯和瑪麗亞。西比拉已經有一個孩子，這是她與蒙特費拉的威廉在第一次婚姻所生的兒子。
十三世紀中葉的古法語《提爾的威廉續集》（出自埃爾努爾）聲稱，阿格尼絲建議她的兒子將西比拉嫁給居伊，而艾默里才特意將居伊帶到耶路撒冷，讓他與西比拉結婚。然而，這是不可能的：考慮到婚姻安排的速度，居伊在做出決定時肯定已經在王國裡。新任法國國王腓力二世還未成年，外部援助的主要希望是鮑德溫的表弟亨利二世，他因托馬斯·貝克特事件而欠教皇一次朝聖懺悔的機會。居伊是理查一世和亨利二世的封臣，作為一個曾經叛逆的封臣，將他留在海外符合他們的利益。
由於他的小舅耶路撒冷國王鮑德溫四世的健康狀況惡化，居伊被西比拉任命成為攝政。然而，居伊和沙蒂永的雷諾在兩年的休戰期中對阿尤布王朝薩拉丁進行挑釁。但正是他在卡拉克圍城戰中的猶豫戰績讓國王對他失望。整個1183年末和1184年，鮑德溫四世試圖廢除他姊姊與居伊的婚姻，這表明鮑德溫四世仍然對他的姐姐有一定的偏愛。鮑德溫四世想要一個忠誠的姐夫，並對居伊的不服從感到沮喪。西比拉當時和她的丈夫在阿斯卡隆。由於未能成功地將他的姐姐和最近的繼承權從居伊手中奪走，國王和耶路撒冷高等法院只好改變繼承權，將西比拉與她第一次婚姻所生的兒子鮑德溫五世置於西比拉之上，並頒布一項在西比拉和同父異母的妹妹伊莎貝拉之間選擇君主的程序（鮑德溫四世和高等法院因此承認伊莎貝拉至少與西比拉有同等的繼承權）。儘管西比拉本人並沒有被排除在繼承之外。居伊從1183年起一直保持低調，直到他的妻子於1186年成為女王。

## 繼承王位
鮑德溫四世最終於1185年死於麻風病。鮑德溫五世繼位，但他當時是個體弱多病的孩子，於1186年就去世。1186年，居伊隨西比拉前往耶路撒冷參加繼子的葬禮，並帶領武裝護衛隊駐守該城。當的黎波里伯爵雷蒙三世想要保護自己的影響力和他的新政治盟友、太后瑪麗亞·科穆寧時，當西比拉被大牧首希拉克略加冕為女王時，雷蒙三世正在安排召集上議院。沙蒂永的雷諾確認西比拉是“王國最明顯、最合法的繼承人”，從而獲得民眾的支持。在教會的明確支持下，西比拉成為無可爭議的主權者。
然而，在西比拉加冕之前，她同意反對派王庭成員的意見，即她將廢除與居伊的婚姻以取悅他們，只要她能自由選擇下一任丈夫。高等法院的領導人同意，西比拉隨後被加冕為執政女王。西比拉重新選擇居伊作為丈夫，於1186年8月再婚，居伊成為國王，令宮廷敵對派系感到驚訝。女王從頭上摘下王冠，交給居伊，允許他在教堂為自己加冕。1186年9月，在耶路撒冷聖墓教堂。正如漢密爾頓所寫，“毫無疑問，儀式結束後，居伊只是舉行王冠婚禮”。
西比拉同父異母的妹妹伊莎貝拉和她的丈夫托倫男爵漢弗萊四世是雷蒙三世和伊貝林家族的王位繼承者的選擇。由於西比拉父母的婚姻被取消，她和鮑德溫都只是被教會合法其繼承權，伊莎貝拉被許多人視為合法的女繼承人。然而，漢弗萊並沒有堅持他妻子的主張，他與他們斷絕關係，轉而宣誓效忠西比拉。漢弗萊將成為居伊在王國最親密的盟友之一。

## 哈丁和耶路撒冷的陷落
緊接著，王國的首要任務就是阻止薩拉丁的進攻。1187年，居伊頂著壓力和相互矛盾的建議，試圖解除薩拉丁對提比里亞的圍困。居伊的軍隊離開塞佛瑞斯泉水，向提比里亞進軍，展開激戰。它靜止不動，被包圍並切斷了供水，7月4日，耶路撒冷軍隊在哈丁戰役中被徹底摧毀。居伊是戰後撒拉遜人倖免的極少數俘虜之一，其他俘虜還有他的兄弟傑弗里、雷諾和漢弗萊。
疲憊不堪的俘虜被帶到薩拉丁的帳篷，在那裡居伊得到一杯水，以示薩拉丁的慷慨，因為為囚犯提供食物或飲料是他生命安全的標誌。當居伊將高腳杯遞給他的俘虜同伴雷諾時，薩拉丁斥責他，表明他的寬大處理並沒有延伸到雷諾。薩拉丁隨後指責雷諾違背誓言，雷諾回答說“國王總是這樣做的”。薩拉丁親自處決雷諾，用劍將他斬首。當居伊被帶進來時，他看到雷諾的屍體就跪倒在地。薩拉丁請他起立，說道：“國王不會殺死國王”。
居伊被關押在大馬士革，而西比拉和伊貝林的鮑德溫的弟弟貝里昂一起留下來保衛耶路撒冷，耶路撒冷於10月2日移交給薩拉丁。西比拉寫信給薩拉丁，請求釋放她的丈夫，居伊最終於1188年獲釋，並獲准與妻子團聚。居伊和西比拉在泰爾尋求庇護，泰爾是唯一仍掌握在基督徒手中的城市，這要歸功於西比拉第一任丈夫的弟弟蒙費拉托的科拉多的保衛。

## 居伊與科拉多
科拉多拒絕為西比拉和居伊提供庇護，他們在城牆外露營數個月。居伊隨後採取主動，開始圍攻阿卡，等待第三次十字軍東征先頭部隊的到來。王后追隨他的腳步，但在1190年夏天的一場流行病中西比拉與他們的年幼的女兒一起去世。據倖存的高等法院成員稱，隨著西比拉的去世，居伊失去了作為她丈夫的權威，王位傳給了伊莎貝拉。伊貝林家族匆忙將伊莎貝拉與漢弗萊離婚，並將她嫁給了現在聲稱王位的康拉德。然而，居伊繼續要求承認他為國王。
1191年，居伊率領一支小艦隊離開阿卡，在利馬索爾登陸，尋求英格蘭國王理查一世的支持，他曾是理查一世在普瓦圖的封臣。居伊向理查宣誓效忠，並參加他與納瓦拉的貝倫加麗亞的婚禮。居伊亦參加針對拜占庭帝國的塞浦路斯總督艾薩克·科穆寧的戰役。作為回報，當理查一世到達阿卡時，他支持居伊反對科拉多，科拉多得到他的親戚法國國王腓力二世和奥地利公爵利奧波德五世的支持。
衝突在阿卡圍城期間持續不斷，但這並沒有阻止居伊在科拉多被敵人包圍時英勇地拯救他的生命。隨後達成一項臨時協議，居伊在有生之年繼續擔任耶路撒冷國王，但由科拉多和伊莎貝拉或他們的繼承人繼承其王位。然而，1192年4月，理查一世終於意識到，如果沒有對此事做出最終解決，他就無法回國，並於1192年5月明確放棄王位。王位在王國的男爵中進行投票：科拉多一致當選， 居伊接受失敗。僅僅幾天后，科拉多被刺客謀殺，伊莎貝拉與理查一世的外甥香檳伯爵亨利二世結婚。1197年居伊去世後，伊莎貝拉與居伊的兄弟艾默里結婚。

## 塞浦路斯領主
與此同時，居伊於1192年從聖殿騎士手中購買塞浦路斯王國，以此作為耶路撒冷王國損失的補償，而塞浦路斯王國則是聖殿騎士從理查一世手中購買的，理查一世是在前往巴勒斯坦黎凡特的途中從艾薩克·科穆寧手中奪取的。從技術上說，居伊是塞浦路斯的領主，當時它還不是一個王國，並使用王室頭銜（如果有的話）作為耶路撒冷王國的殘餘，而耶路撒冷王國並沒有完全合法化。著名的旅行哲學家阿爾泰德斯在他統治塞浦路斯王國期間出生（1193年）。
居伊於1194年去世，沒有留下後裔（他的女兒西比拉 (Sibylla)、阿利克斯 (Alix) 和瑪麗 (Marie) 均於1190年9月或10月21日在阿卡因瘟疫而夭折），由他的兄長艾默里 (Amalric) 繼位，他從亨利六世手中繼承王冠。呂西尼昂家族繼續統治塞浦路斯王國，直至1474年。居伊被安葬在尼科西亞的聖殿騎士教堂。

## 相關電影作品
2005年上映的講述了保衛耶路撒冷的故事，其中Marton Csokas飾演蓋伊·路西安，電影與歷史史實出入較大。